# Abisai Shiningayamwe
Abisai Shiningayamwe,  né le 3 août 1978, est un footballeur namibien. Il joue au poste de gardien de but.
Il a participé à la Coupe d'Afrique des nations 2008 avec l'équipe de Namibie.

## Carrière
- 2005-06 : Blue Waters ( Namibie)
- 2006- : Jomo Cosmos ( Afrique du Sud)